# Ferrari 250 GT Cabriolet
La Ferrari 250 GT Cabriolet è un'autovettura cabrio biposto sportiva, costruita dalla casa automobilistica italiana Ferrari dal 1956 al 1962 in due serie; la prima serie di Boano fu proposta al Salone di Ginevra nel 1956 con grande successo, e dal 1957 il disegno passò a Pinin Farina. Dopo i primi 40 esemplari prodotti, nel 1958 la Ferrari passò alla seconda serie, con una linea ancora più sobria e molto classica, che piacque subito alla clientela più raffinata. Rimase in produzione fino al 1962 e ne furono costruiti circa 200 esemplari.
La 250 GT Cabriolet fu la prima “vera” cabriolet, con una capote morbida (soft-top ) richiudibile nell'auto, prodotta “in serie” e commercializzata dalla casa di Maranello.

## Il contesto

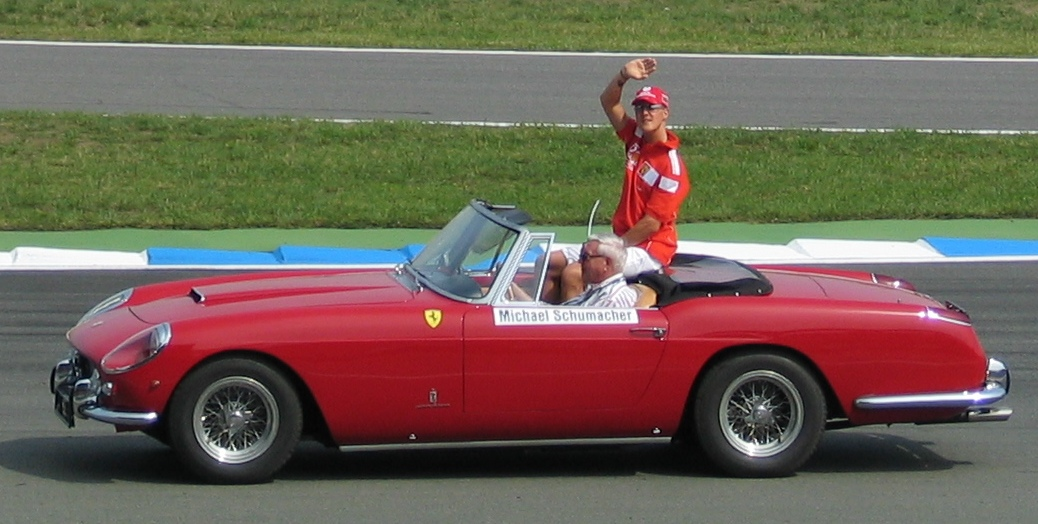
Michael Schumacher all'Hockenheimring su una 250 GT Cabriolet

Fino agli anni cinquanta la Ferrari costruì un numero piuttosto limitato di cabriolet, al contrario delle coupé, dove la produzione fu piuttosto elevata. Le poche unità cabrio realizzate erano costruite in esemplari unici che andavano a soddisfare particolari richieste di clienti selezionati, oppure erano dei prototipi. Con l'introduzione della 250 GT Cabriolet, la Ferrari pose una pietra miliare nella storia della sua produzione, presentando in effetti una vera e propria vettura cabriolet.
Fu disegnata da Pininfarina e prodotta dal 1957 al 1958. Il modello fu realizzato utilizzando linee produttive simili a quelle usate per la 250 GT Coupé; con quest'ultima condivideva il telaio, il motore V12, le sospensioni, i freni, il cambio, la trasmissione e lo sterzo. Anche per questo modello fu impostata una standardizzazione della produzione, ma ci furono comunque degli esemplari personalizzati per clienti selezionati. La normalizzazione era operata fin dall'assemblaggio del corpo vettura, opera di Pininfarina. I corpi vettura erano fabbricati da quest'ultimo, poi venivano inviati alla Ferrari per il completamento meccanico.
Dei 40 esemplari della prima serie, 2 furono costruiti con guida a destra. Il quarto prototipo della Ferrari 250 GT Cabriolet, fu realizzato per il principe Sadruddin Aga Khan, consegnato nel settembre 1957, per il suo viaggio di nozze. L'auto è la più vicina al modello di serie, ma si differenzia per i finestrini laterali.
La seconda serie fu presentata nel 1958 al Salone dell'automobile di Parigi con modifiche estetiche, più precisamente nella disposizione del paraurti e nei fari anteriori carenati nella prima serie e scoperti nella seconda. Per non sovrapporsi alla più sportiva 250 GT California, ebbe in dote una carrozzeria più semplice e in stile più raffinato, un bagagliaio più spazioso ed un miglior comfort per i passeggeri.

## Caratteristiche tecniche

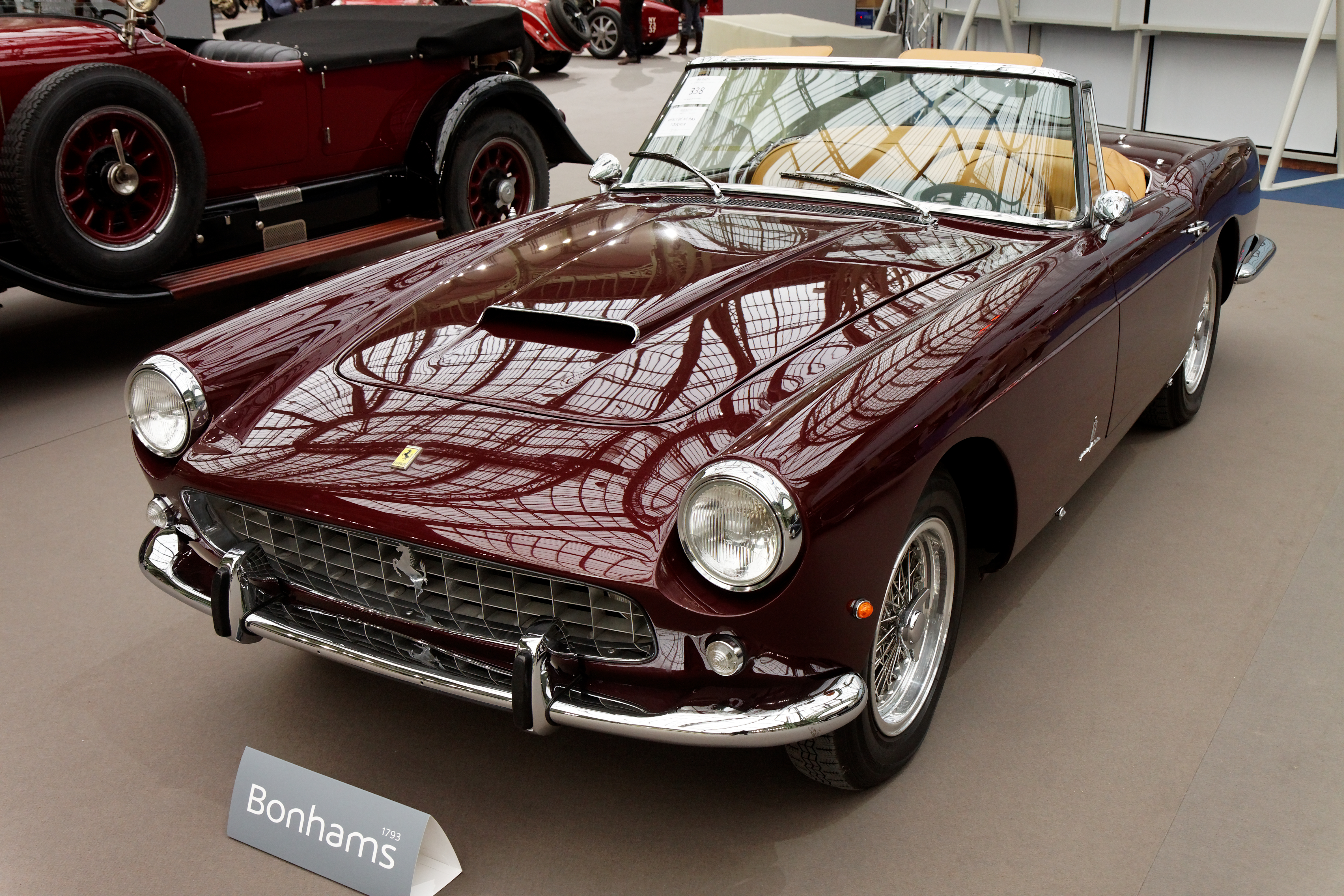
Un esemplare della seconda serie del 1960

Il motore era il classico V12 a 60° anteriore e longitudinale. L'alesaggio e la corsa erano rispettivamente 73 e 58,8 mm, per una cilindrata di 2953,21 cm³. Il rapporto di compressione era di 8,5:1 nella prima serie e 8,8:1 nella seconda serie.
L'alimentazione era assicurata da tre carburatori Weber 36 DCL/3. La distribuzione era a monoalbero a camme in testa per bancata, ed erano presenti due valvole per cilindro.
L'accensione era singola con due spinterogeni; tuttavia la prima serie montava i motori con le candele interne, mentre la seconda serie ricevette i motori cosiddetti "a candele esterne". La lubrificazione era a carter umido. La frizione era bidisco. La potenza massima erogata era di 220 CV nella prima serie e 240 nella seconda a 7000 giri al minuto. Il telaio era tubolare a traliccio.
Le sospensioni anteriori erano indipendenti, ed erano formate da quadrilateri trasversali e molle elicoidali; quelle posteriori invece da un ponte rigido e balestre longitudinali. Entrambe montavano ammortizzatori idraulici. I freni erano a tamburo, mentre il cambio era a 4 rapporti più la retromarcia. Rispetto alla prima serie la seconda disponeva di un cambio a quattro marce + overdrive. Lo sterzo era a vite senza fine.
La “250 GT Cabriolet” raggiungeva una velocità massima di 252 km/h.